# 2012 (Acid Black Cherry의 음반)
《2012》는 2012년 3월 21일에 발매된 애시드 블랙 체리의 3번째 정규 음반이다.
첫 주에 자기 최고기록이 되는 11.8만매의 매상을 올려 4월 2일자 오리콘 주간 앨범 랭킹에 첫 등장 1위를 획득했다.
애시드 블랙 체리로서 2007년 7월에 첫 번째 싱글 「SPELL MAGIC」을 발매한 이래, 최고 순위 「Black Cherry」,「冬の幻」등 총 5작품의 싱글들과 첫 앨범『BLACK LIST』、두 번째 앨범『Q.E.D.』 2 작품의 앨범으로 기록한 2위, 거기에 Janne Da Arc 활동 때 최고순위도 2위를 합해 yasu에게 있어서 1위는 메이저 활동 13년만의 처음이 된다..
2012년 4월에 애시드 블랙 체리 음반 중 처음으로 라이센스를 획득해 일반판만 한국에 발매되었다.
- 3집《2012》의 컨셉.

| 神様教えて・・・ ”終わり”の時は 今すぐじゃなければいけませんか？            |
| 신이시여 가르쳐주소서... "종말"의 때는 지금 당장이 아니면 안 되는 것입니까? |
| この世に生まれたすべての人間には 生きる”権利”と、そして 生きる”義務”がある。 |
| 이 세상에 태어난 모든 인간에는 살아갈 "권리"와, 그리고 살아갈 "의무"가 있다. |

## 개요
2009년에 성대에 종양이 생겼지만 그 상태로 전국투어를 감행하게 된다.
컨디션이 좋지 않은 상황 속에서 전국투어를 마친 후에야 성대수술을 하게 되었고, 그로 인해 잠시 활동을 중단한다.
세 번째 앨범《2012》는 두 번째 앨범『Q.E.D.』이후 약 2년 반만이 되는 새 앨범.
두 번째 앨범『Q.E.D.』이후 9번째 싱글「Re:birth」가 약 1년 뒤에 발매되었지만, 10번째 싱글「少女の祈りⅢ(소녀의 기도Ⅲ)」가 대지진 자연재해로 인해 3개월 정도 늦춰지고, 11번째 싱글「ピストル(피스톨)」부터 15번째 싱글「イエス(YES)」까지는 5개월 연속 발매 이벤트 때문에 3집 발매가 상당히 늦어졌다.
애시드 블랙 체리는 CD 패키지에 신경쓰고 싶다는 생각에서 첫 번째 앨범『BLACK LIST』에서는 ‘7가지의 대죄’(칠죄종)를, 두 번째 앨범『Q.E.D.』에서는 1947년 1월 15일에 미국에서 발생한, 끔찍한 미궁의 살인사건 “블랙 달리아 사건”을 모티브로 해 컨셉 앨범을 발매해왔다.

(참고 : 少女の祈り(탐욕), SPELL MAGIC(질투), Bit Stupid(식탐), 楽園(색욕), Black Cherry(교만), Murder Licence(분노), DRAGON CARNIVAL(나태))
5개월 연속 발매 싱글들을 포함해 이번 세 번째 앨범 《2012》는 “산다”라고 하는 것이 테마.
부클릿이 있는 그림책 사양에서의 스토리(할머니가 손자에게 들려주는 이야기)와 수록 악곡이 결합하는 컨셉 앨범이 된다.

## 차트 집계 정보
- 데일리 최고 순위 1위(오리콘 / 2012년 3월 21일자)
- 위클리 최고 순위 1위(오리콘 / 2012년 4월 2일자)(17.9만매)

## 수록곡
2012.03.21 『2012』
1. ~until~
2. Fallin' Angel
3. in the Mirror
4. ピストル(피스톨)
5. 少女の祈りⅢ ~『2012』ver.~ (소녀의 기도Ⅲ ~『2012』ver.~)
6. Re:birth
7. 指輪物語(반지 이야기)
8. CRISIS
9. ~the day~
10. その日が来るまで(그 날이 올 때까지)
11. so…Good night.
12. doomsday clock
13. 蝶(나비)
14. イエス(YES)
15. シャングリラ(샹그릴라)
16. ~comes~

## 보충 설명
- 1번, 9번, 16번 트랙들의 이름을 합쳐보면 ‘until the day comes’ 즉, 10번 트랙 ‘その日が来るまで(그 날이 올 때까지)’ 이름이 완성된다.

## 앨범 사양
- MUSIC CILP판

◆ 싱글 7 곡의 MUSIC CLIP수록
1. Re:birth [MUSIC CLIP]
2. 少女の祈りⅢ(소녀의 기도Ⅲ) [MUSIC CLIP]
3. ピストル(피스톨) [MUSIC CLIP]
4. シャングリラ(샹그릴라) [MUSIC CLIP]
5. 蝶(나비) 【MSUIC CLIP]
6. CRISIS [MUSIC CLIP]
7. イエス(YES) [MUSIC CLIP]

◆ [MUSIC CLIP] Special Edit Version(오타쿠버전의 야스 PV)
1. Re:birth [Special Edit Version]
2. 少女の祈りⅢ(소녀의 기도Ⅲ) [Special Edit Version]
3. ピストル(피스톨) [Special Edit Version]
4. シャングリラ(샹그릴라) [Special Edit Version]
5. 蝶(나비) [Special Edit Version]
6. CRISIS [Special Edit Version]
7. イエス(YES) [Special Edit Version]

◆ yasu［MUSIC CLIP］ Special Interview
1. 앨범에 수록된 MUSIC CLIP에 대해 yasu가 되돌아 보는 스페셜 인터뷰

- LIVE판

◆ ABC의 첫 X’mas 라이브【Acid Black Christmas】LIVE 영상 12 곡수록 <2011년 12월 25일 오사카 성 홀에서 개최>
1. Opening Movie
2. CRISIS ～Live at Osaka-jo Hall～
3. 蝶(나비) ～Live at Osaka-jo Hall～
4. 眠り姫(잠든 공주) ～Live at Osaka-jo Hall～
5. 冬の幻(겨울의 환상) ～Live at Osaka-jo Hall～
6. Black Cherry ～Live at Osaka-jo Hall～
7. ピストル(피스톨) ～Live at Osaka-jo Hall～
8. 少女の祈りⅢ(소녀의 기도Ⅲ) ～Live at Osaka-jo Hall～
9. Re:birth ～Live at Osaka-jo Hall～
10. SPELL MAGIC ～Live at Osaka-jo Hall～
11. イエス(YES) ～Live at Osaka-jo Hall～
12. シャングリラ(샹그릴라) ～Live at Osaka-jo Hall～
13. 20＋∞Century Boys ～Live at Osaka-jo Hall～

- ONLY CD판

◆ 위에 수록곡 참고.

## 같이 보기
- Janne Da Arc
- 애시드 블랙 체리